# Camille Lopez
Camille Lopez (Oloron-Sainte-Marie, 3 aprile 1989) è un rugbista a 15 francese, mediano d'apertura del Clermont Auvergne dal 2014.

## Biografia
Basco, Lopez crebbe a Mauléon, dove iniziò a giocare a rugby a 6 anni.
Dopo la trafila nelle giovanili esordì nel Mauléon nel 2008 in Fédérale 1 (la terza divisione francese), e dopo solo un anno fu ingaggiato dal Bordeaux Bègles in seconda divisione; conquistata la promozione in prima divisione nel 2011, fu il miglior marcatore di stagione nel club nella stagione successiva e, alla fine del campionato 2012-13, passò al Perpignano, con cui rimase una sola stagione, in quanto fu liberato dal suo contratto a seguito della retrocessione del club per firmare un impegno triennale con il Clermont Auvergne.
A giugno 2013 il C.T. della Nazionale francese Philippe Saint-André convocò Lopez per il tour in Oceania; il debutto del giocatore avvenne ad Auckland contro la Nuova Zelanda, una sconfitta per 13-23 in cui tuttavia Lopez marcò 3 punti grazie a un calcio piazzato; in seguito il giocatore è stato utilizzato per i test di fine anno 2014.
Il 7 febbraio 2015, nella partita valida per la prima giornata del Sei Nazioni 2015, vinta 15-8 contro la nazionale di rugby a 15 della Scozia. realizza 15 punti, frutto di 5 calci piazzati.

## Palmarès
- Campionati francesi: 1
Clermont: 2016-17
- Challenge Cup: 1
Clermont: 2018-19